# Ostatni prorok (poemat Jerzego Żuławskiego)
Ostatni prorok – poemat młodopolskiego poety Jerzego Żuławskiego. Utwór został napisany strofą pięciowersową, rymowaną ababb, układaną trzynastozgłoskowcem.
Tedy boży duch we śnie uderzył mnie w głowę,
a gdym oczy otworzył przelękniony srodze,
zobaczyłem przed sobą zjawisko ogniowe
i słyszałem głos grzmiący w powietrza pożodze:
»Powstań! dosyć już spałeś! oto Ja przychodzę!«
Więc zerwałem się z łoża, trąc oczy oślepłe
zbytnim blaskiem i widma postacią rumianą;
a gdy serce w mej piersi z przestrachu zakrzepłe
bić znów jęło, pytałem, zginając kolano:
— Co zacz jesteś, o Panie! i jakie Twe miano?